# 464745 Peterrozsa
464745 Peterrozsa este o planetă minoră (asteroid) din centura de asteroizi. A fost descoperită pe 5 septembrie 2003 la Piszkéstetői Obszervatórium⁠(d) de  și a fost numită după Rózsa Péter⁠(d). 
Obiectul prezintă o orbită caracterizată de o semiaxă mare de 2,7663005620485 UAi, o excentricitate de 0,26392562854351, o înclinație de 9,4178460260106 ° în raport cu ecliptica.